# Casa Froilan (la Sénia)
Casa Froilan és una obra de la Sénia (Montsià) inclosa a l'Inventari del Patrimoni Arquitectònic de Catalunya.

## Descripció
Edifici entre mitgeres que consta de planta, entresòl i dos pisos. La façana és de pedra a la planta i d'arrebossat carreuat en els pisos superiors. Planta baixa amb tres portes, una finestra, i relleus decoratius en el sector de mur entre mig; a nivell de l'entresòl hi ha obertures semicirculars a manera de ventall sobre les portes, amb vidrieres compartimentades per llistons de fusta. El primer pis presenta balcó de mitgera a mitgera amb tres portes emmarcades amb motllures buidades i relleus en negatiu, entre el primer i segon pis hi ha una cornisa volada, i en el segon pis dos petits balcons ampitadors. A l'extrem superior presenta una cornisa recta de poca volada.

## Història
A la façana hi ha dues vegades la data de 1916, una a la tarja d'una porta, i l'altra dins la inscripció: "1916. Comercio de Tejidos de Froilán Jacques. Novedades y Géneros de ocasión". La botiga de teixits, però, no estava en aquest edifici, sinó en el situat enfront mateix, a la banda oposada del carrer, on avui hi ha una sucursal de la Caixa d'Estalvis Provincial de Tarragona. Els relleus laterals de la planta (un tors humà amb casc alat i sostenint una au a la mà, sobre una columna estriada de capitell corinti i envoltada a la part alta d'una corona de llorer) podrien relacionar l'edifici amb el noucentisme. El 1990, arran del canvi de propietaris, se n'ha modificat la distribució interior.